# Nevesteasca, Prahova
Nevesteasca (mai vechi, Nevârsteasca) este un sat în comuna Podenii Noi din județul Prahova, Muntenia, România.
În 2011, satul avea o populație de 408 locuitori.